# Dimorfismo sexual cerebral
El dimorfismo sexual cerebral es la diferencia entre el macho y la hembra de una misma especie en cuanto a su cerebro y las funciones que este hace. El dimorfismo sexual cerebral ha sido especialmente estudiado en humanos, donde se sabe que el cerebro del hombre es mayor que el de la mujer volumétricamente, así como que esta diferencia no produce diferencias en inteligencia.
Las diferencias funcionales son difíciles de demostrar, ya que todo estudio cuenta con numerosas variables complejas que deben ser tenidas en cuenta, principalmente la influencia de la cultura.
Se han encontrado diferencias anatómicas, químicas y funcionales entre el cerebro del hombre y el de la mujer, encontrándose estas variaciones en todo el órgano, en regiones que participan en el lenguaje, la memoria, las emociones, la visión, la audición y en la forma de guiarse para ir de un lugar a otro.
Tales diferencias podrían deberse a la acción de las hormonas sobre el feto, lo que viene confirmado por el hecho de que se han hallado más receptores de hormonas sexuales en estas áreas durante el desarrollo.
Una de las diferencias encontradas es el hecho de que las hembras toleran mejor el estrés crónico que los machos, es decir, les causa menos daños cerebrales en el hipocampo.
Actualmente se intenta averiguar cuál es la relación entre estas diferencias de origen sexual y las diferencias de cognición y conducta de hombres y mujeres, lo que podría desencadenar en terapias distintas para enfermedades neurológicas como la esquizofrenia, la depresión e incluso la drogodependencia y el trastorno por estrés postraumático.